# 484 (numero)
Quattrocentottantaquattro (484) è il numero naturale dopo il 483 e prima del 485.

## Proprietà matematiche
- È un numero pari.
- È un numero composto con i seguenti divisori: 1, 2, 4, 11, 22, 44, 121, 242. Poiché la somma dei suoi divisori è 447 < 484, è un numero difettivo.
- È un quadrato perfetto (484 = 222).
- È un numero palindromo nel sistema di numerazione posizionale a base 3 (122221) e nel sistema numerico decimale.
- È un numero nontotiente (per cui la equazione φ(x) = n non ha soluzione).
- È un numero potente.
- È parte delle terne pitagoriche (363, 484, 605), (484, 1287, 1375), (484, 2640, 2684), (484, 5313, 5335), (484, 14637, 14645), (484, 29280, 29284), (484, 58563, 58565).

## Astronomia
- 484 Pittsburghia è un asteroide della fascia principale del sistema solare.
- NGC 484 è una galassia ellittica della costellazione del Tucano.

## Astronautica
- Cosmos 484 è un satellite artificiale russo.